# لونی، خیبر پختونخوا
لونی (به انگلیسی: Looni) یک شهرک در پاکستان است که در ناحیه دیره اسماعیل خان واقع شده‌است.